# 京都金沢殺人事件シリーズ
『京都金沢殺人事件シリーズ』（きょうとかなざわさつじんじけんシリーズ）は、2002年から2005年まで日本テレビ系「火曜サスペンス劇場」で放送されたテレビドラマシリーズ。全8回。主演は賀来千香子。
タイトルは『京都金沢わらべ唄殺人事件』（第1作） → 『京都金沢舌切り雀殺人事件』（第2作） → 『京都金沢一寸法師殺人事件』（第3作） → 『京都金沢浦島太郎殺人事件』（第4作） → 『京都金沢鶴の恩返し殺人事件』（第5作） → 『京都金沢花咲爺殺人事件』（第6作） → 『京都金沢かぐや姫殺人事件』（第7作） → 『京都金沢雪女殺人事件』（第8作）

## キャスト

### 五代家
五代凛子
演 - 賀来千香子
祇園ケーブルテレビ局の映像記者。以前はキー局の報道記者をしていた。
五代セツ子
演 - 菅井きん
金沢の旅館「龍泉閣」の女将。善三の母。
五代善三
演 - 赤井英和
新聞記者。凛子の夫。

### その他
川野拓
演 - 本田博太郎（第1作・第2作）
祇園ケーブルテレビ局の部長。
比留間
演 - 深水三章（第1作・第2作）
金沢中警察署の刑事。
伊藤美和
演 - 小高早紀（第1作・第2作）
祇園ケーブルテレビ局の記者。凛子の後輩。
大友
演 - ケーシー高峰（第2作 - 第8作）
北野警察署の警部。
鴨田
演 - 上杉祥三（第2作 - 第5作・第7作）
北野警察署の刑事。大友の部下。
根岸
演 - 山西惇（第6作 - 第8作）
刑事。

### ゲスト
第1作「京都金沢わらべ唄殺人事件」（2002年）
- 林弓子（吾郎の妻） - 美保純
- 尾形美津代（秀雄の妻） - 石野真子
- 尾形秀雄（「京友禅おがた」主人） - 三浦浩一
- 林吾郎（雪山の弟子・秀雄の兄弟弟子） - 天宮良
- 長谷部順也（加賀友禅職人・吾郎の兄弟弟子） - 石丸謙二郎
- 尾形雪山（秀雄の亡父） - 山田吾一
- 尾形学（秀雄と美津代の息子・重度の心臓病） - 上原悠嗣
- 亀山（凛子のキー局時代の後輩） - 佐藤二朗

第2作「京都金沢舌切り雀殺人事件」（2002年）
- 安斎静香（金沢仏壇の職人・高柳の婚約者） - 国生さゆり
- 高柳征一（万作の二番弟子） - 豊原功補
- 永倉弘史（万作の一番弟子） - 山田雅人
- 珠子（従業員） - 西丸優子
- 西園寺菊恵（万作の妻） - 水野久美
- 永倉万里子（お茶屋の雇われ女将・永倉の妻） - 池上季実子
- 西園寺万作（京仏壇の職人） - 田村高廣

第3作「京都金沢一寸法師殺人事件」（2003年）
- 東山豊（着付師・弘子の夫・婿養子） - 美木良介
- 神谷正也（玲子の息子・由香里の恋人） - 原田龍二
- 東山由香里（着付師・修平の次女） - 中江有里
- 東山弘子（修平の長女） - 杉田かおる
- 斉藤武男（京人形卸売業） - ミッキーカーチス
- 神谷玲子（神谷人形店 店主） - 野川由美子
- 東山修平（東山人形店 主人・着付師） - 長門裕之

第4作「京都金沢浦島太郎殺人事件」（2003年）
- 八幡春香（ヘルパー） - 涼風真世
- 井川和也（骨董商） - 徳井優
- 田辺トメ（ホーム竜宮園 入居者） - 正司照枝
- 水田福子（右京区あおぞら園 園長） - 岩本多代
- 鶴野宮司 - でんでん
- 伊藤哲男（旅館「油屋」主人） - 桂米朝
- 二見（女医） - 五十嵐めぐみ
- 久保道代（ホーム竜宮園 入居者・認知症） - 渡辺美佐子
- 阿部文男（駄菓子屋「ゆめみ屋」主人） - 北村和夫

第5作「京都金沢鶴の恩返し殺人事件」（2004年）
- 手川広美（手川の妻） - 渡辺梓
- 駒田夏子（呉服屋「駒田屋」女将） - 春やすこ
- 北山和枝（製糸問屋社長） - 絵沢萌子
- 西川夫人 - 三島ゆり子
- 出島五郎（織り元の社長） - 桑名正博
- 五十嵐宗介（西陣織職人） - 織本順吉
- 手川信次（西陣織職人） - 布施博
- 秋田千鶴子（秋田晴夫の一人娘・五十嵐の弟子） - 川島なお美

第6作「京都金沢花咲爺殺人事件」（2004年）
- 寺内清隆（清泉の甥） - ベンガル
- 和泉春枝 - 宮川花子
- 小田原真一（清泉の弟子） - 勝村政信
- 小田原美花（真一と花織の娘） - 遠藤真宙
- 奈美（生け花「烏丸流」家元の娘） - 大野愛子
- 寺内さつき（清泉の妻・35年前家出） - 金沢碧
- 小田原花織（清泉とさつきの娘・真一の妻） - 藤田朋子
- 寺内清泉（生け花「寺内流」家元） - 神山繁
- 松島忠秋（華道家） - 長門裕之
- 松島小夜（松島の妻） - 岸田今日子

第7作「京都金沢かぐや姫殺人事件」（2004年）
- 東野輝之（和菓子屋「太陽堂」若主人） - 布川敏和
- 西川静真（和菓子の卸問屋「大黒屋」社長） - 光石研
- 東野昇一（輝之の父） - 笑福亭松之助
- 照井光介（吉竹と月代の息子・美月の義兄・1年前失踪） - ぼんちおさむ
- 星野さやか（小料理屋「ひめごぜん」女将・光介の恋人） - 友近
- 照井月代（吉竹の妻） - 中原ひとみ
- 照井吉竹（和菓子屋「月影堂」主人） - 江原真二郎
- 照井美月（吉竹と月代の養女） - 有森也実

第8作「京都金沢雪女殺人事件」（2005年）
- 堂島聖美（秀光の後妻） - 多岐川裕美
- 黒谷栄吉（仏具屋「永光堂」社長） - 石田太郎
- 堂島秀光（老舗のろうそく屋「ともしび屋」七代目当主） - 大林丈史
- 堀田温志（老舗のろうそく屋「ともしび屋」職人・先代の息子で秀光の甥） - モロ師岡
- 六条さやか（凛子の同僚） - こばやしあきこ
- 堂島紅子（正輝の妻・黒谷の娘・5年前転落死） - 一色采子
- 冬月幸春 - 高橋昌也
- 堂島正輝（老舗のろうそく屋「ともしび屋」職人・秀光の息子） - 鶴見辰吾
- 白石ゆき（老舗のろうそく屋「ともしび屋」見習い職人・正輝の恋人） - 荻野目慶子（子供時代：安田美香）

## スタッフ
- 脚本 - 酒井直行、中岡京平、佐山泰三、大良美波子、武井彩
- 音楽 - 吉川清之（第1作）、佐藤允彦（第2作）、川村栄二（第3作 - ）
  - 劇伴音楽：大野祥孝
- 監督 - 山田大樹、齋藤光正、下村優、岡屋龍一
- 技術協力 - 映広
- 企画 - 酒井浩至
- チーフプロデューサー - 増田一穂（第1作 - 第4作）、梅原幹（第5作、第6作）
- 協力プロデューサー - 小池仁、藤本一彦、近藤博
- プロデューサー - 前田伸一郎、高橋直治（第6作 - ）
- 協力 - みやびじょん（現：J:COM 京都みやびじょん）、金沢フィルムコミッション
- 制作協力 - サンウィット（第1作 - 第5作）、日テレ映像センター（第6作 - ）
- 制作著作 - 日本テレビ

## 放送日程
| 話数 | 放送日         | タイトル                   | 脚本       | 監督     |
| ---- | -------------- | -------------------------- | ---------- | -------- |
| 1    | 2002年03月05日 | 京都金沢わらべ唄殺人事件   | 酒井直行   | 山田大樹 |
| 2    | 8月20日        | 京都金沢舌切り雀殺人事件   | 中岡京平   | 齋藤光正 |
| 3    | 2003年03月11日 | 京都金沢一寸法師殺人事件   | 佐山泰三   | 下村優   |
| 4    | 5月13日        | 京都金沢浦島太郎殺人事件   | 酒井直行   | 齋藤光正 |
| 5    | 2004年01月27日 | 京都金沢鶴の恩返し殺人事件 | 酒井直行   | 岡屋龍一 |
| 6    | 4月20日        | 京都金沢花咲爺殺人事件     | 大良美波子 | 齋藤光正 |
| 7    | 10月19日       | 京都金沢かぐや姫殺人事件   | 武井彩     | 齋藤光正 |
| 8    | 2005年04月19日 | 京都金沢雪女殺人事件       | 武井彩     | 齋藤光正 |